# Якса-Марцинковский, Антоний
Антоний Альберт Якса-Марцинковский (пол. Antoni Jaksa-Marcinkowski; 17 января 1823, Мостище Киевская губерния Российская империя — 31 августа 1880, Киев) — польский писатель
, литературный критик, этнограф, редактор, переводчик, фольклорист, философ.
Известен под псевдонимами Л. Новосельский и Альберт Грыф.

## Биография
Получил начальное домашнее образование. В 1838 г. продолжил учёбу во Второй неполной гимназии Киева. В 1841 году поступил в Киевский университет на историко-филологический факультет. Через три года, из-за болезни прервал учёбу, но продолжил занятия за счет самообразования, в частности в области философии, филологии и иностранных языков.
В 1843 г. начал публиковаться в культурно-общественной печати. Дебютировал в «Еженедельнике петербургском», затем (1846—1848) публиковался в «Звезде», которую сам и редактировал. Публиковал литературно-философские статьи, в которых подвергал критике философские взгляды петербургского общества. Последующие работы помещал в варшавских изданиях «Biblioteka Warszawska», «Gazeta Warszawska», «Dziennik Warszawski», «Pamiętnik Naukowo-Literacki» и других. Считался видной фигурой в польских кругах Киева.
Весной 1850 года вместе с писателем Зеноном-Леонардом Фишем и историком и географом Я. Котковским отправился в путешествие по Одессе и Крыму, которое описал в труде «Степи, моря и горы» (2 т., 1854).
Автор многочисленных эссе по истории и исследованию времён Речи Посполитой. В своих работах черпал вдохновение в фольклоре, который также являлся предметом его исследований, как известного этнографа. Собирал народные верования, обычаи и культуру. Писал исторические романы, принимал активное участие в общественной жизни Киева и особенно польского меньшинства города. Публиковался в местных газетах, редактировал польский журнал «Венок» («Wieńcu»).
С 1859 по 1868 год писал статьи для 28-томной Всеобщей энциклопедии С. Оргельбранда.
Перевёл с французского языка, «История Рима..» (Historię rzymską…), с английского — труды Оливера Голдсмита и Джорджа Генри Льюиса.

### Избранные произведения
- Ideały i karykatury: zarysy fantazyi i rzeczywistego świata: (etiudy nakreślone dwoma tępymi ołówkami (aux deux crayons), (Киев, 1848) ,
- Leviathan: xiążka składkowa, (Киев, 1848) ,
- Zarysy fantazji i rzeczywistego świata, (Киев, 1848) ,
- Stepy, morza i góry: szkice i wspomnienia z podróży 2 тома, (Киев, 1854),
- Dwie siostry: obrazek z powszedniego życia 2 тома, (Киев, 1857),
- Pisma krytyczno-filozoficzne 2 тома, (Вильно, 1855),
- Pogranicze naddnieprzańskie: szkice społeczności ukraińskiej w wieku XVIII 2 тома, (Киев, 1863)